# Carta para Além dos Muros
Carta para Além dos Muros é um filme brasileiro de 2019 do gênero documentário dirigido, escrito e produzido por André Canto. Com título inspirado na obra de Caio Fernando Abreu e com aparições de diversos especialistas e ativistas, a obra retrata o histórico do HIV (vírus da imunodeficiência humana) e da SIDA (Síndrome da Imunodeficiência Adquirida) no Brasil, expondo, em seu contexto, portadores do vírus e história correlatas.

## Enredo
Saiba mais sobre a trajetória do HIV e da AIDS, com foco no Brasil, por meio de entrevistas com médicos, ativistas e pacientes, além de farto material de arquivo. Do pavor inicial às campanhas de conscientização, passando pelo estigma imposto às pessoas vivendo com HIV, veja como a sociedade encarou essa epidemia em sua fase mortífera ao longo de mais de duas décadas.

## Elenco
- Drauzio Varella, médico sanitarista
- Lucinha Araújo, mãe de Cazuza
- Nair Brito, ativista
- Carué Contreiras, médico sanitarista e ativista
- Micaela Cyrino, artista visual
- Jacqueline Rocha Cortês, professora
- Rosana Del Bianco, médica infectologista
- Luiz Mott, ativista
- Marina Person, atriz
- Valéria Petri, médica infectologista
- José Serra, político
- Ricardo Tapajós, médico infectologista
- Paulo Roberto Teixeira, médico infectologista
- José Gomes Temporão, médico sanitarista e ex-Ministro da Saúde
- João Silvério Trevisan, escritor e ativista
- Ricardo Vasconcelos, médico infectologista

## Recepção crítica
Após o lançamento, o documentário recebeu comentários positivos da crítica. Barbara Demerov, do portal Adoro Cinema, atribuiu uma nota de 3,5 de 5 ao filme, dizendo: "Carta para Além dos Muros conta com um personagem anônimo que se descobriu com HIV há dois anos. Tendo de lidar com o medo interno de "sair do armário duas vezes", como o próprio define também por ser gay, Caio (nome fictício) possui um discurso que certamente ressoa bastante com os daqueles que carregaram o medo e o preconceito há décadas atrás. Essas características narrativas engrandecem a potência temática do documentário - juntamente com o bom trabalho de fotografia e cenografia, que possui como cenário uma casa com portas abertas dando vista à cidade grande, para que suas fontes possam falar abertamente sobre a AIDS."
Escrevendo para o Metrópoles, Anderson Costolli disse: "Carta Para Além dos Muros tem esse objetivo: falar sobre o HIV. Debater sobre o assunto e mostrar que, em resumo, ter o vírus está longe de ser uma sentença de morte. É possível, sim, ter uma vida absolutamente normal, e saudável, após o diagnóstico positivo." Numa análise de nota máxima para a Folha de S. Paulo, Lúcia Monteiro ressaltou: "A começar pelo título, as opções estéticas de Carta para Além dos Muros enfatizam o poder das palavras, capazes de criar brechas nas paredes, possibilitando o trânsito entre um lugar de intimidade (o estúdio) e o espaço aberto (a rua). A ambientação das entrevistas procura dar a ver esse fluxo entre o público e o privado, imbricados de maneira complexa na história da Aids. [...] O documentário é preciso ao apresentar as fases na evolução da epidemia: no estágio inicial, acreditava-se que a Aids acometia apenas homossexuais e era vista como um castigo por "mau comportamento"; depois, dissemina-se entre mulheres e crianças; finalmente, parece possível controlá-la, com a distribuição gratuita de medicamentos."
Ruy Gardnier, do O Globo, escreveu: "O documentário delineia a trajetória da Aids e do HIV no Brasil desde a chegada do vírus até os dias atuais, passando pelos marcos envolvendo políticas públicas e mobilização da sociedade. É um trabalho cuidadoso de reconstrução histórica por meio de matérias de jornal e entrevistas com figuras como Jean-Claude Bernardet, Drauzio Varella e Márcia Rachid, traçando as evoluções médicas e a luta para romper os moralismos no debate público. Hoje, com a pauta da família sendo usada para impor o obscurantismo, um filme como esse é mais que necessário."